# Inside Job (album)
Albums de Don Henley
Actual Miles: Henley's Greatest Hits
(1995) The Very Best of Don Henley
(2009)
Inside Job est le quatrième album studio de l'auteur-compositeur-interprète américain Don Henley, sorti en 2000. C'est son premier album à paraître sur le label Warner Bros.. On retrouve deux musiciens des Eagles, à savoir Glenn Frey et Don Felder, ainsi que Stevie Wonder, Michael Fisher ex-batteur du groupe Heart, Randy Newman, David Paich, etc. 

## Titres
1. Nobody Else in the World But You (4:50) - Don Henley, Stan Lynch, Jai Winding
2. Taking You Home (5:31) - Stuart Brawley, Henley, Lynch
3. For My Wedding (3:37) - Larry John McNally
4. Everything Is Different Now (5:13) - Scott Crago, Timothy Drury, Henley
5. Workin' It (5:37) - Henley, Lynch, Frank Simes
6. Goodbye to a River (5:49) - Henley, Lynch, Simes, Winding
7. Inside Job (4:50) - Mike Campbell, Henley
8. They're Not Here, They're Not Coming (5:59) - Henley, Lynch
9. Damn It Rose (7:13) - Henley, Lynch
10. Miss Ghost (6:41) - Henley, Lynch, Winding
11. The Genie (5:45) - Brawley, Henley, Lynch
12. Annabel (3:41) - John Corey, Henley
13. My Thanksgiving (5:12) - Henley, Lynch, Winding

## Personnel
- Don Henley - chant, batterie, guitare, piano, claviers
- Glenn Frey - guitare, piano, claviers, chant
- Don Felder - guitare, chœurs
- John Corey - guitare, claviers
- Stevie Gurr - guitare, harmonica
- Larry Klein - guitare
- Dean Parks - guitare
- Tim Pierce - guitare
- Frank Simes - guitare
- Steuart Smith - guitare
- Jimmie Vaughan - guitare
- Bob Glaub - basse
- Lance Morrison - basse
- Jebin Bruni - claviers, guitare
- Timothy Drury - claviers
- David Paich - claviers
- Benmont Tench - claviers, orgue, piano
- Jai Winding - claviers
- Stevie Wonder - claviers, chœurs
- Gregg Bissonette - batterie
- Michael Fisher - percussions
- Jana Anderson, Kevin Dorsey, Dorian Holley, Kipp Lennon, Mark Lennon, Michael Lennon, Pat Lennon, Michael Mishaw, Darryl Phinnessee, Joseph Powell, Carmen Twillie, Mervyn Warren, Valerie Carter, Julia Waters, Luther Waters, Oren Waters, Maxine Waters, Monalisa Young, Terry Young - chœurs
- Randy Newman - direction des chœurs